# Русецкая, Саломея Регина
Саломея Регина Русецкая (1718 — после 1760) (По мужьям — Гальпирова и Пильштынова) — первая в истории Речи Посполитой женщина-врач. Автор мемуаров, просветительница. Автор приключенческого романа «Авантюры моей жизни».
У Регины Саломеи не было диплома врача, она не училась медицине. Медицинскую базу знаний она узнала от своего первого мужа Якуба Гальпира — врача-окулиста, который практиковал, в том числе, в Стамбуле. После смерти мужа Регина Саломея с успехом вела там медицинскую практику; работала врачом при дворе и гареме султана Османской Империи. Когда занималась лечением, то акцентировала внимание на гигиену и здоровое питание. Вторым её мужем был Иосиф Пильштын — австрийский офицер.

## Биография

### Начало жизни и медицинской деятельности
Родилась на Новогрудчине в семье мещанина Ефима Русецкого. 14-летнюю девушку в 1731 году отдали замуж за врача-немца Якуба Гальпира, и молодожены сразу направились в Стамбул, где Гальпир начал врачебную деятельность. Саломея заинтересовалась занятиями мужа и вскоре стала ему помогать. Она отличалась наблюдательностью, умом и способностями, поэтому довольно быстро овладела методами лечения и начала практиковать самостоятельно. Знакомый иракский врач объяснил ей способы и средства лечения болезней глаз.
Через некоторое время она набралась столько знаний и опыта, что получила официальное разрешение на врачебную деятельность. По мусульманским обычаям мужчина, даже врач, не имел права посещать гарем, а правоверные мусульманки не имели права лечить мужчин. Христианка же Русецкая могла практиковать и среди мужчин, и среди женщин, и это способствовало её популярности.
Вскоре она с мужем выехала в Боснию. По дороге останавливалась в разных городах и лечила детей. Слуга Гальпира, итальянец, научил Русецкую основам латинского языка, и она смогла выписывать рецепты. Приобретенные книги по медицине и фармакологии помогали ей постоянно совершенствовать свои знания. Свои научные изыскания и личную корреспонденцию писала на польском языке.

### После смерти мужа
После преждевременной смерти мужа Русецкая унаследовала довольно значительные средства, которые она тратила в основном на путешествия и милосердие, в том числе на выкуп пленных солдат. Среди самых именитых пациентов врача в это время был трансильванский князь Йозеф Ракоци, главный претендент на венгерский престол. В качестве врача её пригласил Михал Радзивилл Рыбонька и его жена Урсула. Российская императрица Анна Иоанновна приблизила Русецкую к себе, приняла её в штат придворной обслуги. Некоторое время Саломея Русецкая практиковала в Вене, лечила членов турецкого посольства. Последнее известное место её врачебной деятельности — Стамбул, из которого и начиналась её медицинская карьера. На этот раз среди её пациентов были турецкие сановники, сестры султана и женщины его гарема.
В 1760 году из Стамбула Русецкая направилась в паломничество в Святую Землю. В её планы входило посещение Палестины и Египта. Дальнейшая судьба неизвестна.

## Творчество

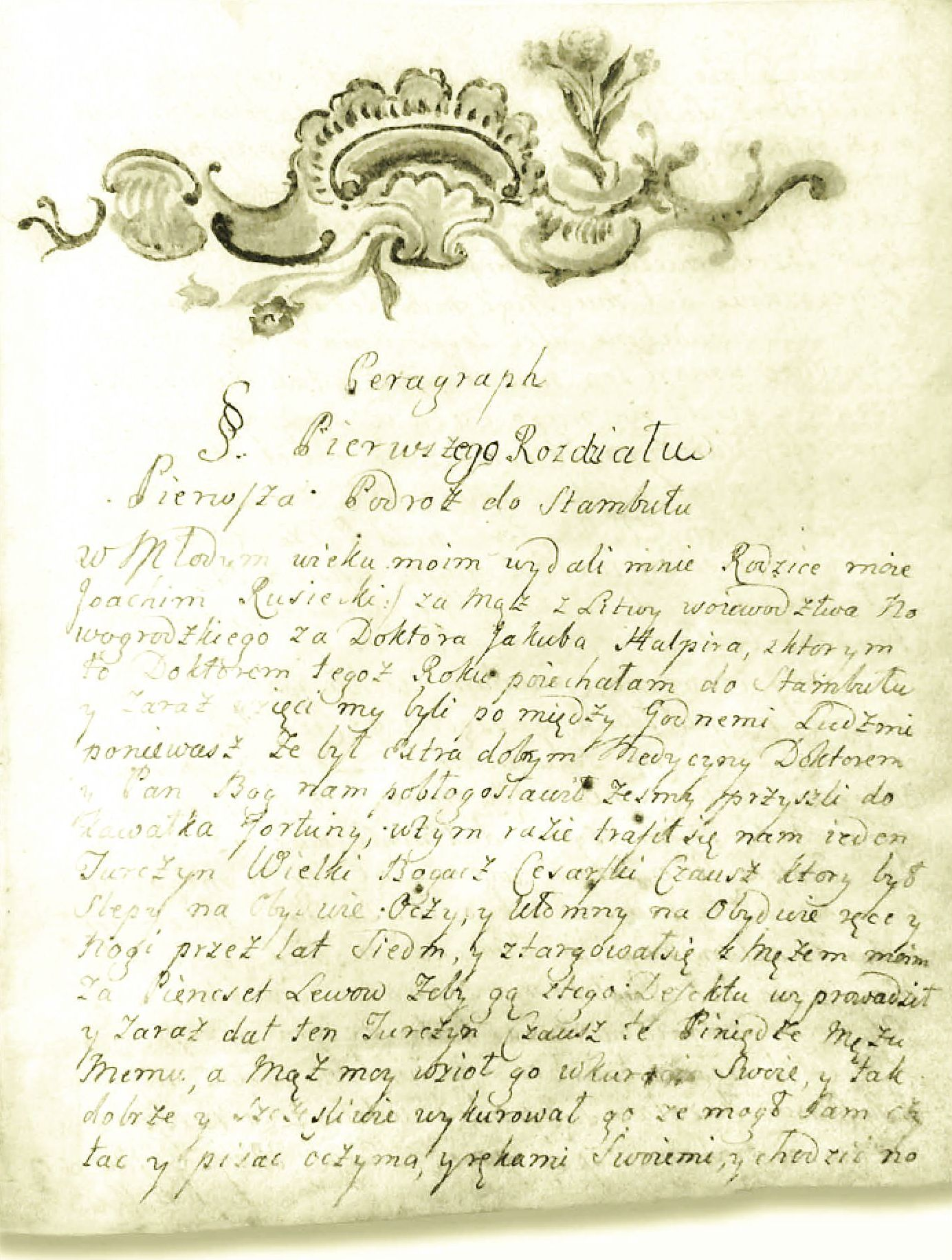
Первая страница записок Саломеи Русецкой

Саломея Русецкая оставила после себя чрезвычайно интересный образец эпистолярного наследия — дневник-книгу «Авантюры моей жизни», подготовленную для печати. В ней — воспоминания и собственные рассуждения по поводу тогдашних событий, интересные зарисовки-портреты людей, которые встречались во время её путешествий по странам Запада и Востока. Много места в книге отведено описанию быта и нравов разных народов, изложены методы лечения различных болезней. Врач во многом опиралась на достижения народной медицины, распространяла учение о гигиене и физическом воспитании. Все это в совокупности с достижениями фармакологии и хирургии того времени создавали безупречную систему, в соответствии с которой работала Русецкая — «доктор медицины и окулистики», как она сама себя называла. Подлинник рукописи хранится в Библиотеке Чарторыйских в Пулавах (№ 1482).
- Salomea Regina Rusiecka. Echo na świat podane procederu podróży i życia mego awantur... Pamiętnik w 7 rozdziałach (siódmy niedokończony) prozą, na końcu wierszowana Pieśń mojej kompozycji. / R. Pollak i M. Pełczyński. — Краков, 1957. — Vol. I: Pamiętniki Polskie. — (Pamiętniki i wspomnienia).

Оставшиеся после Саломеи письма и записки использовала в своей работе «Histoire des femmes médecins» Мелания Липинская, получившая за неё премию Виктора Гюго.

## Источник
- Саламея Рэгіна Русецкая[нет в источнике] — имеется вики-разрешение на копирование по GNU Free Documentation License.